# Massey Ferguson 510
Le Massey Ferguson 510 est un modèle de moissonneuse-batteuse produit par l'entreprise Massey Ferguson.
Construite de 1965 à 1971, cette machine est l'une des plus populaires en Europe occidentale où elle répond parfaitement aux exigences des agriculteurs.

## Historique
Après la fusion entre Massey Harris et Ferguson, le nouveau constructeur n'a pas d'autres types de moissonneuses-batteuses à proposer sur le marché européen que les anciens modèles de la gamme Massey-Harris, mais ces engins sont conçus pour être utilisés aux États-Unis : ils ne sont pas adaptés aux cultures intensives des pays européens et ils utilisent des moteurs à essence, carburant dont le prix en Europe est prohibitif. En outre, le constructeur allemand Claas propose des produits bien adaptés, comme la Matador.
Massey Ferguson conçoit et produit en France et en Angleterre, à partir de 1960, deux machines adaptées au marché européen les 400 et 500. En 1965, ces deux modèles améliorés deviennent la 410 et la 510, très populaires, la 510 étant produite jusqu'en 1971.

## Caractéristiques
Le moteur Diesel, fabriqué par Perkins, est un six cylindres en ligne qui développe une puissance de 105 ch DIN au régime de 2 400 tr/min ; sa cylindrée totale est de 5 801 cm3. Ce moteur éprouvé est d'ailleurs utilisé sur la Claas Matador, concurrente de la 510. La position du moteur à droite du poste de conduite facilite son accessibilité pour l'entretien et l'expose moins aux poussières. En revanche, cela remonte un peu le centre de gravité de la machine et peut pénaliser sa stabilité.
La transmission se compose d'une boîte de vitesses à trois rapports avant et un rapport arrière couplée avec un variateur de vitesse à commande hydraulique. La vitesse maximale de l'engin est de 16,2 km/h.
Le dispositif de séparation et de nettoyage du grain comporte six secoueurs d'une surface totale de 3,79 m2.
La largeur de coupe peut être de 3 m, 3,60 m ou 4,20 m. Un dispositif de démontage et d'attache rapides et un chariot de transport de la barre de coupe sont disponibles en option. La machine possède une vis de vidange de la trémie repliable hydrauliquement, ce qui évite les accidents dus à l'accrochage de cet organe dans les poteaux électriques ou les arbres isolés dans les parcelles.
Le poste de conduite est très ergonomique pour l'époque, avec des commandes pour la plupart hydrauliques ; la machine étant assez basse, le conducteur dispose d'une bonne visibilité périphérique.
La masse à vide en ordre de marche de la machine est de 5 850 kg.